# Psychopterys rivularis
Psychopterys rivularis är en tvåhjärtbladig växtart som först beskrevs av Julius Sterling Morton och Standl., och fick sitt nu gällande namn av W.R.Anderson och S.Corso. Psychopterys rivularis ingår i släktet Psychopterys och familjen Malpighiaceae. Inga underarter finns listade i Catalogue of Life.